# Бай Шоуи
Бай Шоуи (кит. трад. 白寿彝), Бай Чжао-лунь, Чжэмалудин, Чжэмалуньдин (19 февраля 1909, Кайфын, Хэнань, Китай — 21 марта 2000, Пекин, КНР) — китайский историк-марксист, по национальности хуэй. В 1929 году поступил в Институт отечественной науки при Яньцзинском университете на факультет китайской философии, окончил его в 1932 году. В 1930—1940-х публиковался в ист. печати, принимал участие в создании и редактировании ряда журналов, сотрудничал с Гу Цзеганом. С 1938 преподавал в Гуйлиньском педагогическом институте Чэнда, Юньнаньском университете и Центральном университете. После 1949 года занимал должности декана и преподавателя исторического факультета Пекинского педагогического университета, а также директора Института истории.
Совместно с Го Можо и др. являлся учредителем Китайского исторического общества в 1949 году. Принимал активное участие в издании источников по истории Китая. Сфера научных интересов Бай Шоуи включала историю путей сообщения, ислама, национальных меньшинств, китайской мысли, историографию, общую историю Китая и теорию исторической науки. В 1950-е сформулировал подходы к исследованию некоторых комплексных вопросов общей истории Китая, предложил в исследовании территориальных проблем исходить не из исторического, а из современного территориального состава КНР. Эта концепция стала общепризнанной в исторической науке КНР. Бай Шоуи планировал подготовить полную, среднюю и краткую редакции истории Китая, из которых были завершены краткая (1980) и 12-томная полная (1989—1999). Последняя рассматривает историю Китая с позиций марксистской теории, излагает закономерности исторического развития и особенности различных эпох, показывает роль личности и народных масс в истории Китая, анализирует соотношения производительных сил, производственных отношений и общественной надстройки, рассматривает межнациональные отношения и связи Китая с остальным миром в различные исторические периоды. «Общая история Китая» под ред. Бай Шоуи получила высокую оценку научной общественности и руководства КНР.